# Grimpar à bec étroit
Lepidocolaptes angustirostris · Grimpereau à bec grêle
Espèce
Statut de conservation UICN

 LC  : Préoccupation mineure
Répartition géographique
Le Grimpar à bec étroit (Lepidocolaptes angustirostris), ou Grimpereau à bec grêle, est une espèce de passereaux de la famille des Furnariidae.

## Répartition et sous-espèces
Selon la classification de référence du Congrès ornithologique international (14.2. 2024) :
- Lepidocolaptes angustirostris griseiceps Mees, 1974 — Suriname ;
- Lepidocolaptes angustirostris coronales (Lesson, 1830) — centre-est du Brésil ;
- Lepidocolaptes angustirostris bahiae (Hellmayr, 1903) — est du Brésil ;
- Lepidocolaptes angustirostris bivittatus (Lichtenstein, 1822) — Bolivie et sud du Brésil ;
- Lepidocolaptes angustirostris hellmayr Naumburg, 1925 — ouest de la Bolivie ;
- Lepidocolaptes angustirostris certhiolus (Todd, 1913) — Gran Chaco ;
- Lepidocolaptes angustirostris angustirostris (Vieillot, 1818) — est du Paraguay, Région du Sud et nord de l'Argentine ;
- Lepidocolaptes angustirostris praedatus (Cherrie, 1916) — Uruguay et Argentine.

## Habitat
Il fréquente les garrigues, forêts clairsemées, savanes du Cerrado et du Chaco et zones agricoles, jusqu'à 2 300 m d'altitude ou plus en Bolivie.

## Systématique
Le nom valide complet (avec auteur) de ce taxon est Lepidocolaptes angustirostris (Vieillot, 1818).
L'espèce a été initialement classée dans le genre Dendrocopus sous le protonyme Dendrocopus angustirostris Vieillot, 1818.
Ce taxon porte en français le nom vernaculaire ou normalisé suivant : Grimpar à bec étroit.